# La Petite Balle lancée par un nain
 (avril 2016).
Si vous disposez d'ouvrages ou d'articles de référence ou si vous connaissez des sites web de qualité traitant du thème abordé ici, merci de compléter l'article en donnant les références utiles à sa vérifiabilité et en les liant à la section « Notes et références ».
 (avril 2016).
- Si vous ne connaissez pas le sujet, laissez ce bandeau (vous pouvez alors contacter les auteurs).
- Si vous supprimez le contenu mis en cause (vous pouvez préalablement contacter les auteurs),

argumentez précisément cette suppression dans la page de discussion
(un manque de référence n'est pas un argument ; une recherche réelle de référence doit avoir été effectuée, être formellement documentée).
Le Nain est un recueil de nouvelles, ou soseol yeonjak, écrit par l'auteur sud-coréen Cho Se-hui, dont la plus célèbre est
La Petite Balle lancée par un nain (난장이가 쏘아올린 작은 공, Nanjang-iga ssoaollin jageun gong), datant de la fin des années 1970.
Cette critique sociale relate la vie d’une famille pauvre composée d’un nain Kim Puli, sa femme, son fils aîné Yongsu, sa fille cadette Yonghui et son second fils Yongho. Le récit composé de trois parties est narré du point de vue de chacun des trois enfants (respectivement Yongsu, Yongho et Yonghui). La famille qui vit dans un quartier défavorisé de Séoul se fait expulser à la suite d'un plan de rénovation et n'a quelques jours pour se reloger. L’histoire se déroule alors que la Corée du Sud est en cours d’urbanisation sous la dictature militaire de Park Chung-hee. Le nain qui travaille dur pour subvenir aux besoins de sa famille va au fil du récit sombrer dans la folie et sera remplacé par ses fils qui abandonneront très tôt leurs études pour chercher du travail afin de le soulager. Yonghui quant à elle travaillera dans la pâtisserie d’un supermarché puis quittera sa famille pour se prostituer à un marchand de biens immobiliers (qui a acheté le droit au relogement du foyer familial) dans le but de le récupérer. Finalement le nain sera retrouvé décédé dans une usine qui sera démolie.
On peut percevoir dans un récit un certain fatalisme dès les premières pages. En effet le personnage du nain est autant diminué physiquement de par sa petite taille et sa santé mentale qui se détériore que sur le plan professionnel puisqu’on apprend qu’il a occupé différentes professions, signe de précarité. Le quartier dans lequel vit la famille est ironiquement appelé « le quartier du bonheur ». Les enfants tentent tant bien que mal de s’en sortir, il semble très difficile voire impossible il d’échapper à leurs conditions. Yongho par exemple ayant promis qu’il aurait une vie meilleure par l’instruction doit trimer pour survire, tout comme Yongsu l’aîné sur qui repose les responsabilités. Yonhui va jusqu’à renoncer à sa chasteté en se sacrifiant au marchand de biens pour sauver sa famille.

## Édition française
- Cho Se-hui (trad. Ch'oe Yun et Patrick Maurus), Le Nain, Arles, Actes Sud, 1995 (ISBN 2742703012)